# Syngonanthus blackii
Syngonanthus blackii är en gräsväxtart som beskrevs av Harold Norman Moldenke. Syngonanthus blackii ingår i släktet Syngonanthus och familjen Eriocaulaceae. Inga underarter finns listade i Catalogue of Life.